# El Pilar (Benítez)
Pour les articles homonymes, voir Pilar.
El Pilar est l'une des six paroisses civiles de la municipalité de Benítez dans l'État de Sucre au Venezuela. Sa capitale est El Pilar, chef-lieu de la municipalité.